# 장은산
장은산(張銀山, 생년 미상 ~ 1951년)은 대한민국의 군인이다. 한국 전쟁 중에 군무이탈 혐의로 부산 육군 형무소에 수감되었다가 사망했다.

## 경력
황해도 출신으로 1942년 만주국 육군군관학교 4기를 수석으로 졸업하고 만주국 육군 중위로 복무했다. 해방 이후 군사영어학교에 들어가 1946년 5월 1일 졸업하고 임관했다. 영어를 잘해 미국통으로 불리기도 하였다고 한다. 포병 병과를 지원하여, 육군포병단장을 거쳐 1948년 12월 신설된 포병사령부의 초대 사령관을 지냈다. 서북청년회 출신으로 회원으로 활동하기도 하였다.
김구 암살사건 직후인 1949년 7월 미국 포병학교로 유학을 떠나 6.25전쟁 발발 후에 귀국했으나 그 사이 포병사령부가 개편돼 보직을 못 받고 있었다. 무보직 상태로 있다가 전쟁을 피해 일본으로 밀항하려다 발각돼 군법회의에 넘겨져 「적전비행」 등 죄목으로 사형을 언도받은 후 징역 10년으로 감형되어 군 형무소에서 복역 중 1951년 초 부산 육군 형무소로 이감된 후 병사했다. 부하 포병장교들에 의해 사살되었다는 설도 있다.

### 김구 암살 의혹
김구 암살 사건에 관련된 인물로, 암살범인 안두희가 자신에게 범행을 사주한 배후로 지목한 인물이다.